# Нелма
Нелмите (Stenodus leucichthys) са вид актиноптери от семейство Пъстървови (Salmonidae).
Те са изчезнал в природата вид.
Таксонът е описан за пръв път от Йохан Антон Гюлденщед през 1772 година.

## Подвидове
- Stenodus leucichthys leucichthys
- Stenodus leucichthys mackenzii
- Stenodus leucichthys nelma